# چو (خواننده)
کیم جی وو (کره‌ای: 김지우؛ زادهٔ ۲۰ اکتبر ۱۹۹۹) که به‌طور حرفه‌ای با نام چو (انگلیسی: Chuu; کره‌ای: 츄) شناخته می‌شود. خواننده و مجری تلویزیونی اهل کره جنوبی است. او عضو پیشین گروه دخترانهٔ لونا و زیرگروه آن، وای‌وای‌اکس‌وای بود.

## اوایل زندگی
چو زادهٔ ۲۰ اکتبر ۱۹۹۹ در چئونگ‌جو، استان چونگچئونگ شمالی، کره جنوبی است. او بزرگ‌ترین فرزند از میان سه خواهر و برادر است و دو برادر کوچکتر از خود دارد. چو برای ادیشن خود ترانهٔ «هاله» از بیانسه را خواند. نام هنری او «چو» از بیان سریع نام او گرفته شده‌است. او از مدرسه ابتدایی ست بیول (کره‌ای: 샛별초등학교) و مدرسه راهنمایی سان نام (کره‌ای: 산남중학교) در شهر چئونگ‌جو فارغ‌التحصیل شد.

## ترانه‌شناسی

### تک‌آهنگ‌ها
| عنوان                                                               | سال  | بهترین جایگاه | آلبوم             |
| عنوان                                                               | سال  | KOR           | آلبوم             |
| ------------------------------------------------------------------- | ---- | ------------- | ----------------- |
| «لالایی» (자장가) (به همراه بی. آی)                                 | ۲۰۲۰ | —             | تک‌آهنگ بدون آلبوم |
| «یکی و نصفی» (일과 이분의 일)                                       | ۲۰۲۰ | ۸۷            | تک‌آهنگ بدون آلبوم |
| «—» بیانگر انتشاری است که در قلمروی آن جدول نبوده یا منتشر نشده‌است. |      |               |                   |

### تک‌آهنگ‌های تبلیغاتی
| عنوان                                                         | سال  | آلبوم             |
| ------------------------------------------------------------- | ---- | ----------------- |
| «جهان یکی است ۲۰۲۱» (World Is One 2021) (به همراه کیم یو-هان) | ۲۰۲۱ | تک‌آهنگ بدون آلبوم |
| «استارلایت» (Starlight) (به همراه لی هیون)                    | ۲۰۲۱ | تک‌آهنگ بدون آلبوم |

## فیلم‌شناسی

### مجموعه تلویزیونی
| سال  | عنوان         | نقش                        | توضیحات             | منابع |
| ---- | ------------- | -------------------------- | ------------------- | ----- |
| ۲۰۱۷ | آیدل پاره وقت | دانش آموز در آژانس روبرویی | سیاهی لشکر (قسمت ۵) |       |

### مجموعه اینترنتی
| سال  | عنوان          | نقش         | توضیحات          | منابع |
| ---- | -------------- | ----------- | ---------------- | ----- |
| ۲۰۱۹ | کلاس دوست یابی | هان اون سول | گروه بازیگر اصلی |       |

### برنامه تلویزیونی
| سال  | عنوان                         | نقش               | توضیحات                                         | منابع  |
| ---- | ----------------------------- | ----------------- | ----------------------------------------------- | ------ |
| ۲۰۲۰ | رانینگ گرلز                   | عضو گروه بازیگران | به همراه هانی، سونمی، و چونگ‌ها                  | [ ۱۲ ] |
| ۲۰۲۰ | پادشاه خواننده                | شرکت‌کننده         |                                                 | [ ۱۳ ] |
| ۲۰۲۱ | سربازان پولادی                | هیئت داوران       | فصل ۱                                           | [ ۱۴ ] |
| ۲۰۲۱ | قانون جنگل – ویژه بهار در ججو | عضو گروه بازیگران | قسمت ۴۴۶–۴۴۸                                    | [ ۱۵ ] |
| ۲۰۲۱ | Family Register Mate          | مجری              |                                                 | [ ۱۶ ] |
| ۲۰۲۱ | وایلد آیدل                    | هیئت داوران       |                                                 | [ ۱۷ ] |
| ۲۰۲۲ | دوئت رازآلود                  | هیئت داوران       |                                                 | [ ۱۸ ] |
| ۲۰۲۲ | استیج آپ                      | مجری              |                                                 | [ ۱۹ ] |
| ۲۰۲۲ | رؤیا پردازان                  | مجری              | به همراه ها سوک جین، جانگ دونگ سون و کیم یون هی | [ ۲۰ ] |

### برنامه اینترنتی
| سال  | عنوان                             | نقش  | توضیحات                                    | منابع         |
| ---- | --------------------------------- | ---- | ------------------------------------------ | ------------- |
| ۲۰۱۹ | کوییز شوی غیرمنطقی فصل ۲          | مجری | به همراه جونگ ایل-هون                      | [ ۲۱ ] [ ۲۲ ] |
| ۲۰۲۰ | چو می‌تواند انجام دهد              | مجری | تولید شده توسط دیا تی‌وی                    | [ ۲۳ ]        |
| ۲۰۲۲ | تراس آن                           | مجری | به همراه لیتوک                             | [ ۲۴ ]        |
| ۲۰۲۲ | اگه خوشت بیاد، زنگ به صدا در میاد | مجری | به همراه جین‌یونگ، لی اون جی و هونگ سوک چون | [ ۲۵ ]        |

### موزیک ویدئو
| سال  | عنوان          | کارگردان(ها) | منابع  |
| ---- | -------------- | ------------ | ------ |
| ۲۰۲۱ | «جهان یکی است» | ناشناخته     | [ ۲۶ ] |
| ۲۰۲۲ | «یکی و نصفی»   | ناشناخته     | [ ۲۷ ] |